# El Duraznillo, Oaxaca
El Duraznillo är en ort i Mexiko.   Den ligger i kommunen San Martín Toxpalan och delstaten Oaxaca, i den sydöstra delen av landet, 270 km sydost om huvudstaden Mexico City. El Duraznillo ligger 2 256 meter över havet och antalet invånare är 549.
Terrängen runt El Duraznillo är bergig västerut, men österut är den kuperad. El Duraznillo ligger uppe på en höjd. Runt El Duraznillo är det ganska tätbefolkat, med 78 invånare per kvadratkilometer. Närmaste större samhälle är Teotitlán de Flores Magón, 9,4 km väster om El Duraznillo. Omgivningarna runt El Duraznillo är en mosaik av jordbruksmark och naturlig växtlighet.